# Cecropia membranacea
Cecropia membranacea är en nässelväxtart som beskrevs av Trec.. Cecropia membranacea ingår i släktet Cecropia och familjen nässelväxter. Inga underarter finns listade i Catalogue of Life.